# Vice City
 (mars 2024).
Si vous disposez d'ouvrages ou d'articles de référence ou si vous connaissez des sites web de qualité traitant du thème abordé ici, merci de compléter l'article en donnant les références utiles à sa vérifiabilité et en les liant à la section « Notes et références ».
Pour le jeu vidéo, voir Grand Theft Auto: Vice City.
Vice City est une ville fictive inspirée de Miami, dans la série de jeux vidéo Grand Theft Auto. Il s'agit d'un archipel constituant une grande ville située au sud-est des États-Unis.
Trois versions de Vice City font leur apparition dans la franchise. La première est présente dans l'épisode ouvrant la saga, Grand Theft Auto (univers 2D), et reprend les traits, au niveau de sa forme et de ses quartiers, de la vraie cité floridienne.
Elle est par la suite présente dans GTA: Vice City et Vice City Stories (univers 3D), se composant de deux grandes îles reliées par des ponts et deux plus petites îles.
Enfin, après avoir été citée à différentes reprises dans les premiers opus se déroulant dans l'univers HD (Grand Theft Auto IV et Grand Theft Auto V), la ville apparaîtra pour la première fois dans celui-ci avec Grand Theft Auto VI, ainsi que le reste de l'État où elle se situe (Leonida, parodiant la Floride).
Vice City est donc géographiquement calquée sur Miami ; située sur le littoral du sud-est américain, la ville profite d'un climat tropical avec un ciel ensoleillé pratiquement tout au long de l'année, hormis d'exceptionnelles rafales de vent et de chutes de pluie. Néanmoins, il est suggéré dans l'univers 3D que la ville est exposée aux cyclones tropicaux, comme l'est la vraie mégalopole. Ainsi, dans GTA: Vice City, les ponts sont fermés au public lorsque le passage à proximité de la ville du cyclone Hermione est annoncé (bloquant ainsi la partie ouest de la ville pour le joueur au début de l'aventure). Le même événement se produit dans Vice City Stories, lorsque le cyclone Gordy s'approche de la ville (empêchant cette fois d'accéder à la grande île à l'est dans la première partie du jeu). La première bande-annonce de GTA VI mentionne également le phénomène météorologique de trombe marine.

## Étymologie
« Vice City » veut dire « Ville du vice » et fait référence à la réputation sulfureuse de Miami concernant son statut de plaque tournante du trafic de drogue, ses problèmes de corruption, mais aussi le luxe s’étalant à tous les coins de rue.
C’est également une allusion à la série télévisée des années 1980 « Miami Vice »[réf. nécessaire] (« Deux Flics à Miami » en France) , mettant en scène deux policiers du Vice de Miami, la brigade des mœurs, combattant le crime dans la cité floridienne.

## Univers 2D

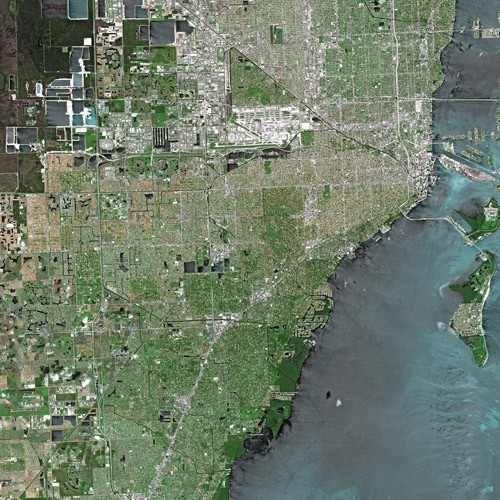
La première version de Vice City est très similaire géographiquement à la ville de Miami.

Vice City apparaît pour la première fois dans Grand Theft Auto, dont l'action se déroule en 1997, aux côtés des villes de Liberty City et San Andreas. Elle est similaire à Miami au niveau de sa forme et de sa géographie, avec un grand territoire (le continent) couvrant l'ouest et le sud de la carte, tandis qu'une île et une presqu'île sont situées au nord-est. Par ailleurs, dans le menu du jeu, la ville se trouve au même endroit que Miami, à savoir la pointe sud-est des États-Unis.
La ville est dépeinte comme une ville tropicale, comprenant des plages, des palmiers ou encore des hôtels le long de la majeure partie de ses côtes, tandis que le centre du continent est conçu comme le cœur de la ville, et l'extrémité ouest de la ville est parsemée de bâtiments de faible densité. Comme Liberty City, Vice City contient également une ligne de métro traversant l'ensemble de la ville.
La ville est composée de dix quartiers (districts), leurs noms étant des jeux de mots avec les quartiers miaméens existants (entre parenthèses dans la liste) :
- Miramire (Miramar) ;
- Little Dominica (Little Haiti) ;
- Coral City (Coral Gables) ;
- Vice Shores (Miami Shores) ;
- Vice Beach (Miami Beach) ;
- Little Bogota (Little Havana) ;
- Greek Heights (Olympia Heights) ;
- Felicity (Brickell) ;
- Richman Heights (Richmond Heights) ;
- Banana Grove (Coconut Grove) ;
- Une presqu'île sans nom au sud de Vice Beach, servant de base militaire.

## Univers 3D

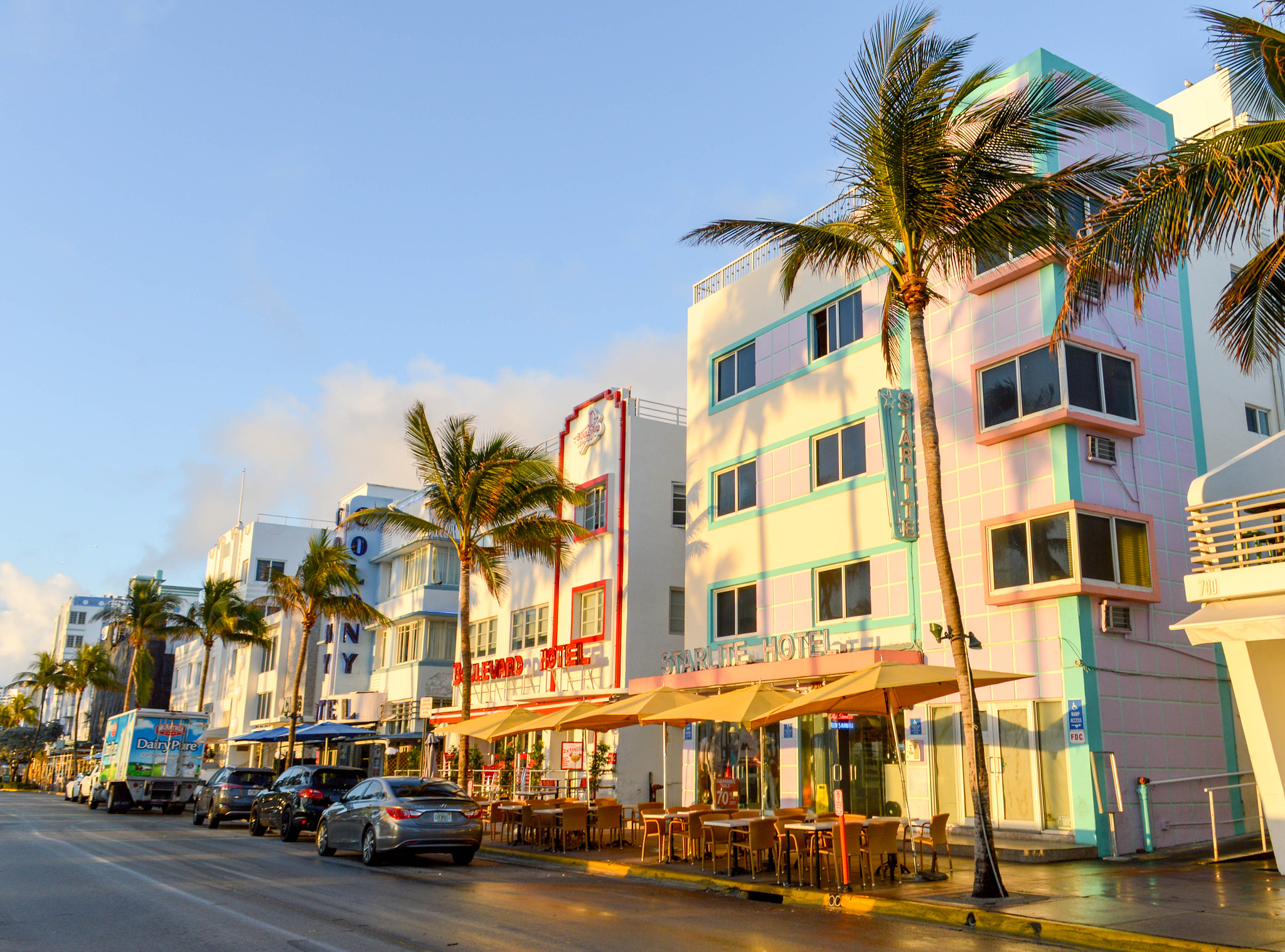
La version de la ville utilisée dans les opus de l'univers 3D prend inspiration du Miami des années 1980.

La ville réapparaît dans l'univers 3D de la série, avec GTA Vice City et Vice City Stories. La ville est présentée comme se trouvant dans l'État de la Floride, contrairement aux autres villes de l'univers 3D dont les États sont fictifs. À noter également que dans le jeu Grand Theft Auto III (ouvrant l'univers 3D), des affiches ou des dialogues parlent de Miami, alors que le nom de Vice City étant déjà présent dans le précédent univers.

### Quartiers
La ville est divisée en cinq îles, deux grandes îles majeures (Vice Mainland et Vice Beach) et trois plus petites (Starfish Island, Prawn Island, Leaf Links). La ville est bien plus luxueuse que Liberty City. La ville compte quelque deux millions d'habitants, d'après la notice du jeu.

#### Vice Beach
- Ocean Beach : le quartier le plus riche de la ville avec sa plage et ses commerces de luxe.
- Washington Beach : où est situé le QG central de la police et un petit centre commercial.
- Vice Point (au nord) : avec son grand centre commercial, très grand quartier.

#### Midland
- Prawn Island : Petite île appartenant à Diego et Armando Mendez, constituée de trois villas, et un studio de cinéma, qui appartiendra plus tard à Tommy Vercetti, et qui est l'unique entreprise sur l'ile.
- Leaf Links Island : Ilot privé sur lequel est aménagé un terrain de golf.
- Starfish Island : Le plus luxueux quartier résidentiel de la ville où se situe le manoir du baron local de la drogue, Ricardo Diaz.

#### Vice Mainland
- Vice Port : loin des touristes, le port de la ville accueille les bateaux de marchandises plus ou moins légales. Il se situe au sud de la ville.
- Escobar International Airport : l'aéroport de la ville étroitement surveillé et placé à côté d'une base militaire.
- Fort Baxter : base militaire située au nord de l'aéroport.
- Little Havana : quartier pauvre où les cubains se sont installés. Sera déchiré par la guerre qu'Haitiens et Cubains se livreront. Deux ans plus tard, l'influence cubaine est palpable dans toute la ville.
- Little Haïti : peut-être encore plus pauvre que son homologue cubain, avec sa casse automobile et ses cabanons vétustes. Le quartier appartenait au Cholos, mais après leurs anéantissement, les Haïtiens les remplacent. Little Haiti, comme son nom l'indique, est le centre de la vie haïtienne à Vice City. L'antre de Phil Cassidy se trouve également dans les environs
- Centre-Ville : le quartier des affaires avec ses gratte-ciels et son stade sur la jetée.

### Système de police
Le système de police est très similaire à celui de Grand Theft Auto III : sur une échelle allant de 1 à 6, plus celle-ci est complétée, plus les forces de l’ordre recherchent le personnage. Seulement, les crimes sont plus "tolérés" au départ, surtout sur les officiers, alors que dans GTA III, l'indice de recherche passe rapidement de 1 à 2 étoiles, et de 2 à 3, etc.

#### Moyens des forces de l’ordre
Les moyens utilisés pour contrer un criminel varient surtout entre les véhicules et selon l'indice de recherche. D'autres moyens secondaires (hélicoptère, barrages routiers) peuvent être utilisés. Divers blocages sont aussi employés pour fermer les rues.
Selon les indices :
- indice de recherche de 1/6 :

Pour : délit légers (bagarres, destructions divers, etc.)
Les moyens mis à la disposition des policiers sont limités. En outre, le joueur pourra être poursuivi par une voiture de police ou bien par un gardien de la paix muni d'une matraque (peut quelquefois tirer au colt). Il n'y a pas de barrage routier. Mais l’indice peut passer très rapidement au 2/6.
- indice de recherche de 2/6 :

Pour : délits graves (matraquage abusif de civils, agression sur forces de l’ordre, vols de véhicules abusifs, destructions importantes ou de véhicules de police).
Des patrouilleurs, en voiture surtout, sont nombreux et recherchent tous le suspect. Ils tirent au pistolet. Il n’y a pas encore de barrage routier.
- indice de recherche de 3/6 :

Pour : crimes graves (massacres de civils ou de forces de l'ordre, encore plus de matraquage ou de destructions).
Cet indice de recherche est fréquent lors des missions à haut risque. Des voitures de police vous recherchent de tous les côtés ; les officiers jettent des lames qui font offices de « barrages routiers » ; une « Cheetah », voiture très rapide du jeu, est au fait une voiture de police banalisée servant à la troupe d'« investigation » qui, munie de mitraillettes, vous tire dessus très dangereusement une fois sorti du véhicule. Un hélicoptère vous poursuit et vous tire dessus. À partir de cet indice, l'hélicoptère peut aussi faire descendre des agents du Special Weapons And Tactics (plus connue sous l’acronyme de S.W.A.T.), munis de mitraillettes lourdes pour tirer.
- indice de recherche de 4/6 :

Pour : pillages (destructions de biens ou massacres de civils et de forces de l'ordre encore plus importante).
Cet indice de recherche signifie que vous êtes un vrai pilleur. C'est l'indice de recherche maximum que l’on peut obtenir au début du jeu. En plus des véhicules classiques, un véhicule d'investigation et un camion du S.W.A.T. vous poursuivent. Un hélicoptère les accompagne et attaque.
- indice de recherche de 5/6 :

Pour : terrorisme/pillages (massacre des troupes du S.W.A.T. envoyés, destructions de biens ou massacres de civils et de forces de l’ordre encore plus importante).
Cet indice de recherche signifie que vous êtes un terroriste dans le jeu. En plus du pillage, vous semez la destruction. Des troupes classiques, d'investigation et du FBI vous poursuivent. Ils tirent au pistolet et à la mitraillette lourde. Un hélicoptère vous poursuit ; les barrages sont plus fréquents.
- indice de recherche de 6/6 :

Pour : terrorisme abusif (pillages, massacres ou destructions continus, encore plus de vols de véhicules de patrouille importants et blindés, matraquage encore plus important).
Cet indice de recherche final est dur à obtenir, car il faut beaucoup de temps avant de l’avoir. Mais le plus dur reste à pouvoir affronter les véhicules de l’armée, qui envoie des tanks et des véhicules de troupes très rapides pour vous tuer. Des dizaines de policiers vous poursuivent, en même temps que la troupe d'investigation. Des barrages routiers tentent d'arrêter le suspect, un hélicoptère tire sur le criminel. La brigade d'investigation intervient plus souvent. Mais une fois le vol d'un tank effectué, il devient difficile de vous arrêter, surtout si vous réussissez à échapper temporairement aux véhicules de patrouilles. Les barrages routiers barrent la route à n’importe qui. La circulation est presque interrompue. Des blocages de l’armée sont plus fréquents.

### Gangs
Dans la ville de Vice City les gangs sont moins présents qu'à Liberty City mais ceux-ci sont beaucoup attirés par le trafic de drogue. Les gangs de la ville sont :
- Les Mafia et Cartel (Vercetti crime family, Vance crime family, Diaz Cartel, Mendez Cartel, Forelli crime family)
- Les Cubains
- Les Haïtiens
- Les Cholos
- Les Bikers de Vice City
- Les Sharks
- Les gardes de sécurité

### Sources d'inspiration
Les développeurs se sont beaucoup inspirés de Scarface pour les environnements. Par exemple, le Malibu Club de Vice City ressemble beaucoup au Babylon Club du film. Le manoir de Diaz est aussi très ressemblant à celui de Tony, et on pourrait même le voir sur des écrans dans la salle principale.

### Différences entre Vice City en 1984 et 1986
- Le concessionnaire automobile (Sunshine Autos) est en construction dans Vice City Stories, alors que dans Vice City, les travaux sont finis et le bâtiment est fonctionnel ;
- Certains magasins ont changé ;
- Une route en face de Sunshine Autos est présente dans Vice City Stories et elle amène directement à l'aéroport, dans Vice City, cette route n'est plus présente ;
- Les bâtiments au nord de Prawn Island sont occupés dans Vice City Stories, abandonnées dans Vice City, probablement à la suite de l'assassinat des frères Mendez ;
- La base militaire a changé ;
- Plusieurs business se trouvent partout dans la ville dans Vice City Stories, dans Vice City il n'y en a plus aucune trace ;
- La fête foraine n'est plus présente dans Vice City, elle laisse place à des bâtiments en construction dans le cadre d'un grand projet immobilier.
- Dans Vice City Stories, Le bâtiment où se trouve le penthouse de Victor Vance, situé tout près de la fête foraine, a été remplacé par des petits HLM (habitation à loyer modique) dans Vice City.

## Univers HD

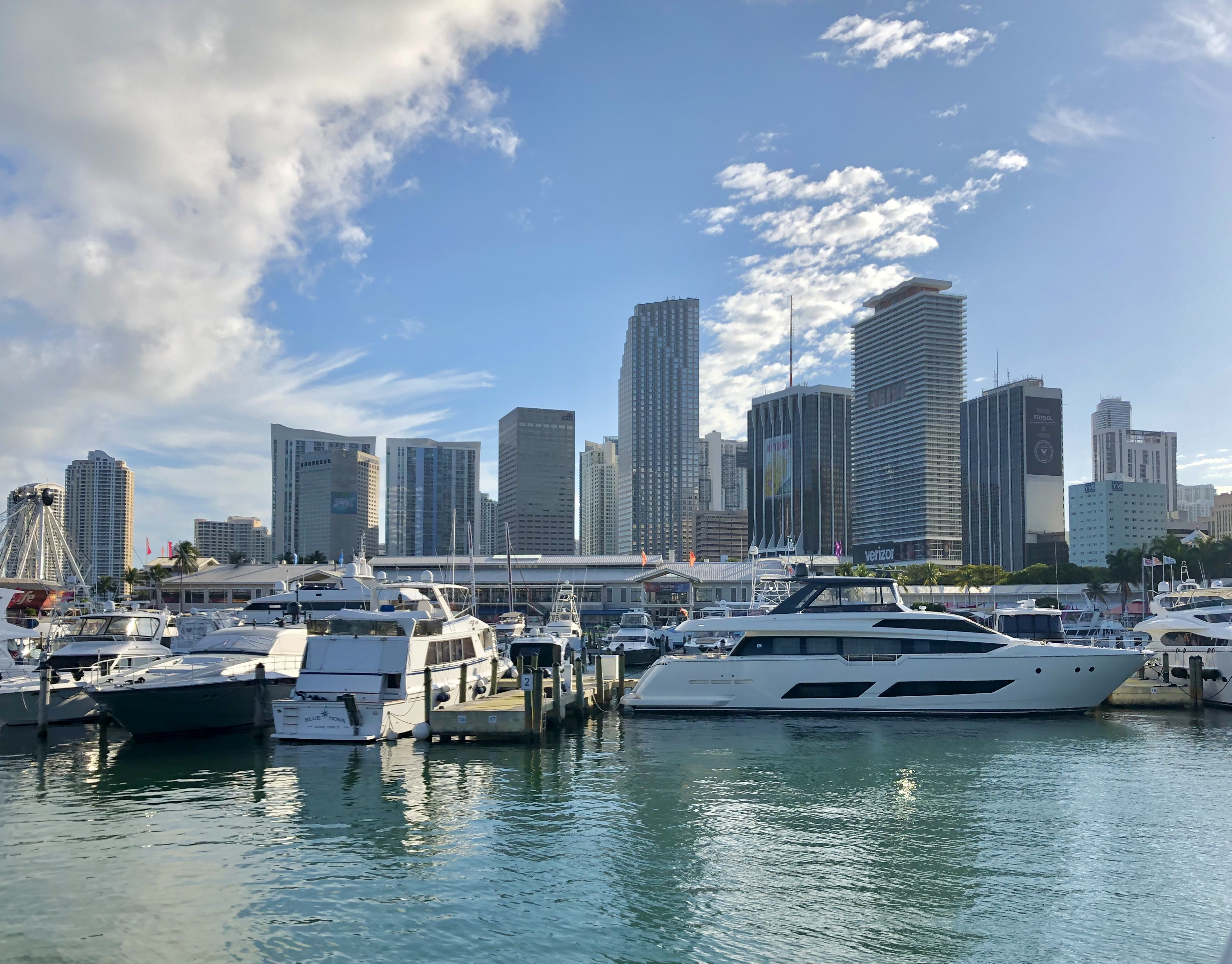
La version HD de la ville, présente dans Grand Theft Auto VI, reprend la géographie actuelle de Miami de manière condensée.

Non présente dans les premiers opus se déroulant dans l'univers HD, initié en 2008 avec Grand Theft Auto IV, certaines références à la ville de Vice City sont toutefois présentes dans ceux-ci, que ce soit avec des publicités, des faux sites Internet ou bien des dialogues.
Ainsi, dans GTA IV, Roman Bellic demande à son cousin Niko d'accepter le compromis de Dimitri Rascalov, ce qui lui permettrait d'offrir à sa future épouse, Mallorie, une lune de miel à Vice City ; un panneau publicitaire de la compagnie aérienne FlyUS proposant un voyage pour la cité floridienne pour 300 dollars est également présent à Liberty City.
Dans The Ballad of Gay Tony, le hall de la tour Rotterdam mentionne sur un panneau de marbre les villes de Los Santos, Las Venturas, San Fierro ainsi que Vice City, et une station de radio exclusive à cette extension se nomme Vice City FM.
Enfin, dans Grand Theft Auto V, des serviettes I Love VC sont étendues sur la plage ou sur des balcons, et certains piétons mentionnent le nom de la ville dans leurs répliques.
La ville apparaîtra cependant dans cet univers HD avec Grand Theft Auto VI en 2026, qui en fait son lieu d'action principal. La ville se situe désormais dans l'État de Leonida,.